# Dioptis curvifascia
Dioptis curvifascia är en fjärilsart som beskrevs av Louis Beethoven Prout 1918. Dioptis curvifascia ingår i släktet Dioptis och familjen tandspinnare. Inga underarter finns listade i Catalogue of Life.